# Martín Malharro
Martín Malharro, né le 25 août 1865 à Azul et mort le 17 août 1911 à Buenos Aires en Argentine, est un illustrateur et peintre argentin. Connu pour ces paysages, il est l'un des premiers artistes à avoir introduit l'impressionnisme en Argentine au début des années 1900 après un séjour en France. Il ne doit pas être confondu avec Martín Arturo Malharro (es) (1952-2015), un écrivain et journaliste argentin.

## Biographie
Martín Malharro naît à Azul dans la province de Buenos Aires en 1865. Il quitte le domicile familial pour la ville de Buenos Aires en 1879. En difficulté financière, il rencontre en 1885 l'éditeur Roberto Payró (es) qui lui offre du travail comme illustrateur au sein du quotidien La Nación et l'encourage à suivre les cours de l'Asociación Estímulo de Bellas Artes, où il reçoit des cours du peintre réaliste italo-argentin Francisco Romero puis des artistes locaux Ángel Della Valle (es) et Reynaldo Giudici (es). En 1887, il est invité à séjourner dans le ranch de José María Ramos Mejía dans la province de Córdoba, où il travaille comme peintre paysagiste.
En 1892, au cours d'un voyage dans la province de Terre de Feu, il rencontre le lithographe Antonio Bosco qui lui apprend son métier. En 1894, il reçoit une mention honorable lors du salon organisé à l'Ateneo, ce qui lui permet de voyager l'année suivante à Paris, où il se lie d'amitié avec le sculpteur Rogelio Yrurtia. Sur place, il observe les œuvres de nombreux peintres, comme Camille Pissarro, Claude Monet ou Auguste Renoir, et plus largement découvre le travail des peintres de l'école de Barbizon et l'impressionnisme. Il voyage autour de la capitale française afin de se rapprocher de la nature, peignant notamment le tableau El Arado dans la ville d'Auvers-sur-Oise, célèbre aujourd'hui pour avoir hébergé de nombreux peintres, dont Vincent van Gogh et Charles-François Daubigny.
De retour à Buenos Aires en 1901, il installe son atelier dans le quartier de Belgrano et organise une exposition au sein de la galerie Witcomb du photographe britannique Alexander (Alejandro) Witcomb l'année suivante. Le public argentin découvre alors l'impressionnisme. Malgré le retour mitigé des critiques publiques, tantôt enthousiaste ou acerbe, ces scènes nocturnes sont notamment louées par la critique et le président argentin Julio Argentino Roca lui achète le tableau La Argentina. Avec les peintres Fernando Fader et Cesáreo Bernaldo de Quirós (en), il fonde dans les années 1900 le groupe Nexus et évolue vers le postimpressionnisme. Sa nouvelle renommée lui permet d'obtenir un poste de professeur à l'université nationale de La Plata et à l'académie nationale des beaux-arts de la ville. Avec le groupe Nexus, dont de nouveaux membres comme le peintre Pío Collivadino (es), il participe à une seconde exposition à la galerie Witcomb en 1908. Il meurt prématurément dans sa ville d'adoption en 1911 à l'âge de 45 ans. Au cours de sa carrière, il encourage ou à notamment pour élèves les peintres Walter de Navazio, Carlos Giambiagi (es), Alfredo Guttero et Ramón Silva.
Ces œuvres sont notamment visibles ou conservées à la Fortabat Art Collection (en), au Museo Casa de Rogelio Yrurtia (en) et au musée national des Beaux-Arts de Buenos Aires et au Juan B. Castagnino Fine Arts Museum (en) de Rosario.

## Œuvres

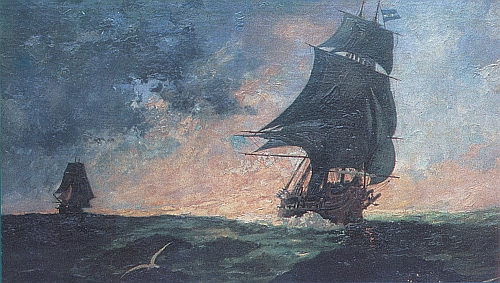
Corsair La Argentina, 1895
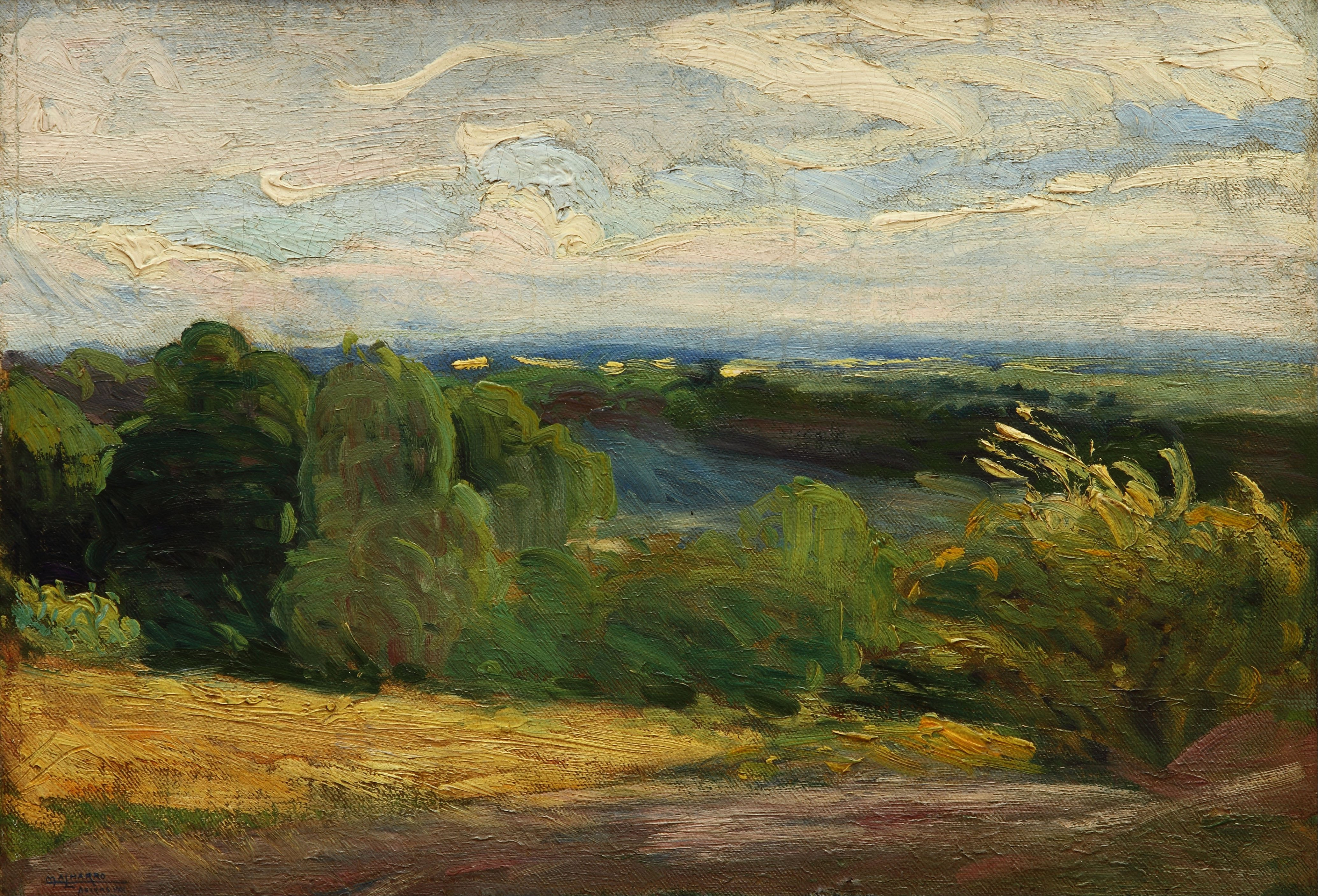
En Plena Naturaleza, 1901, Musée national des Beaux-Arts de Buenos Aires
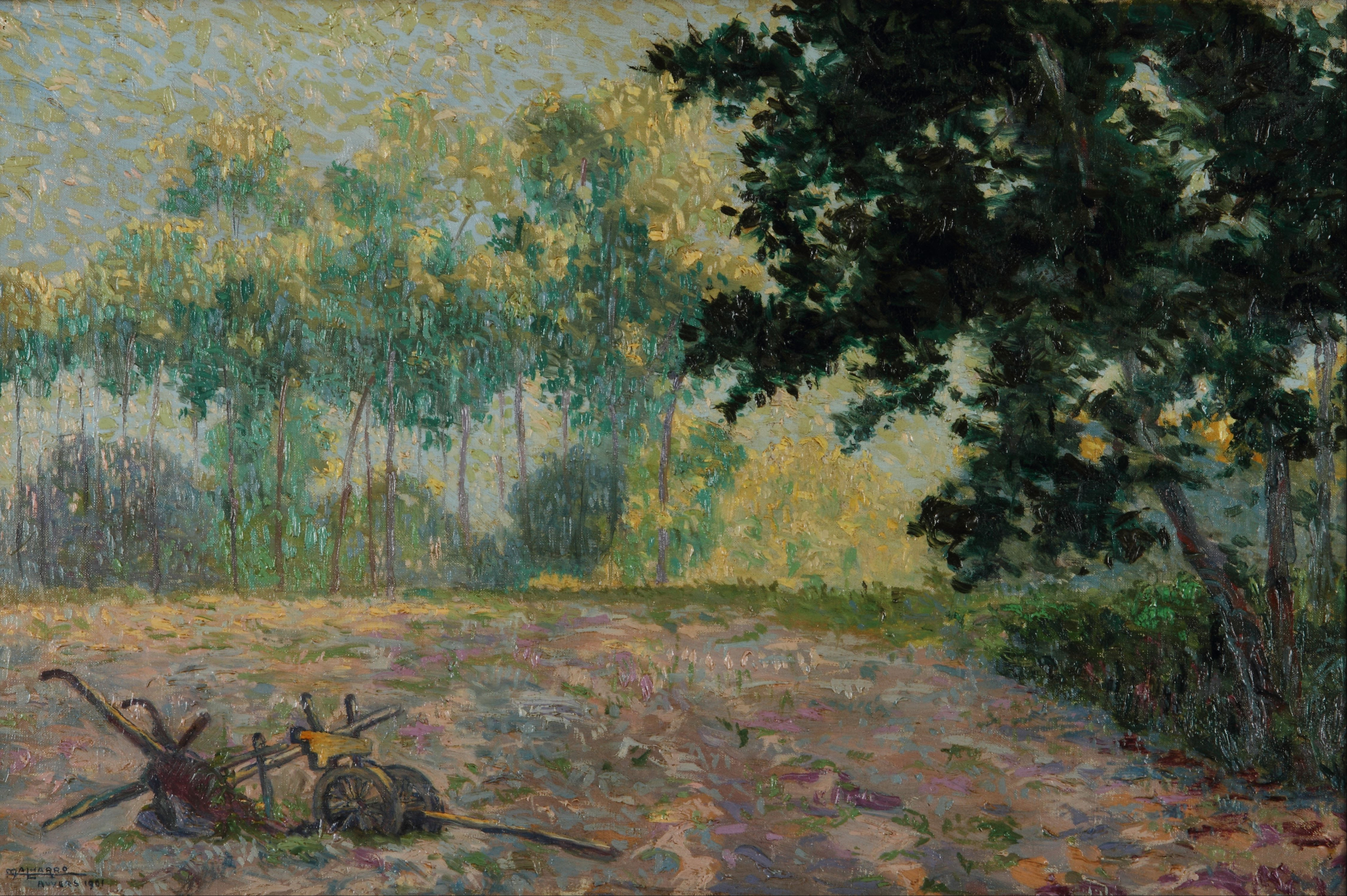
El Arado, 1901, Musée national des Beaux-Arts de Buenos Aires
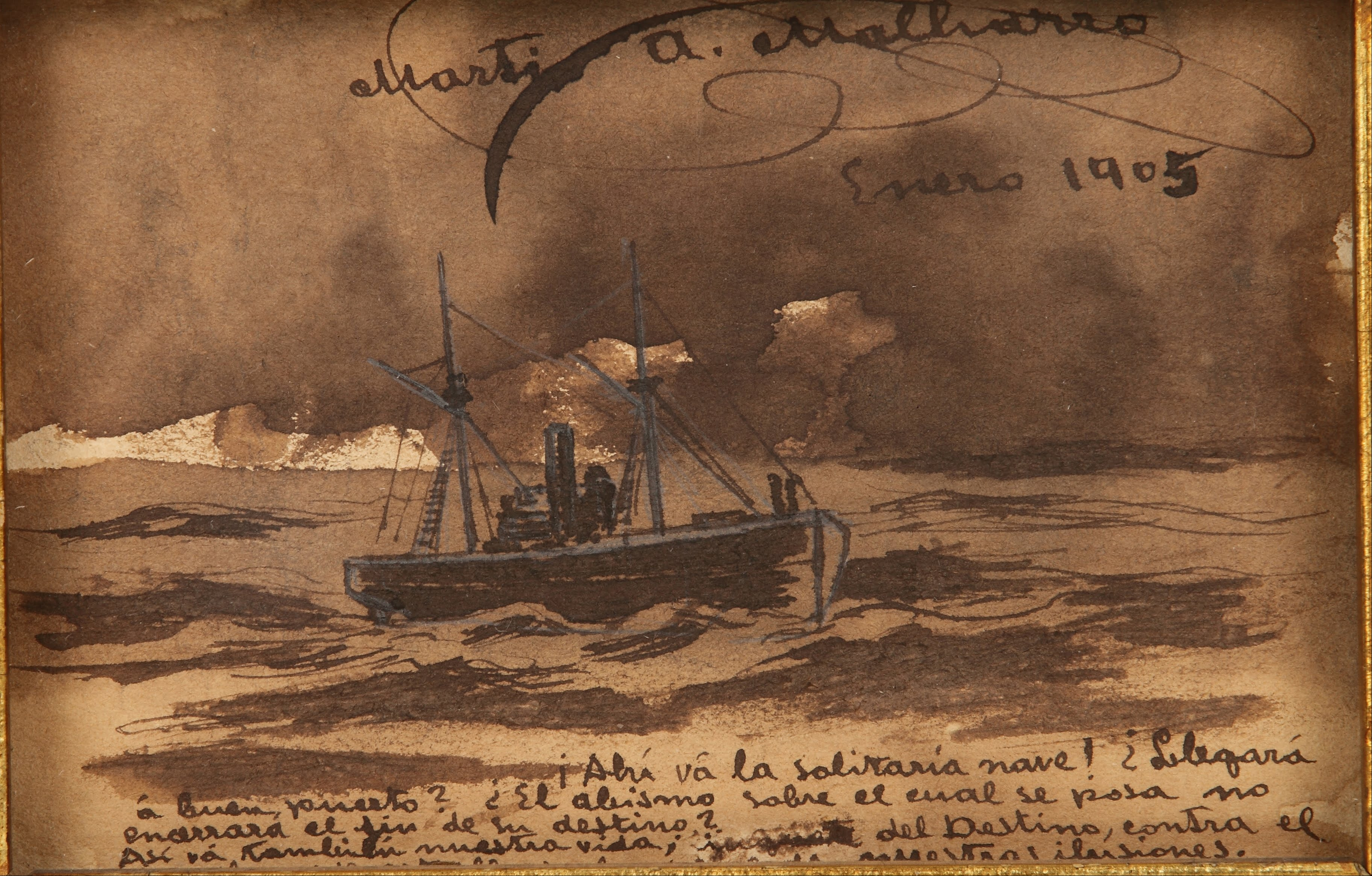
La Argentina, 1905, Musée national des Beaux-Arts de Buenos Aires
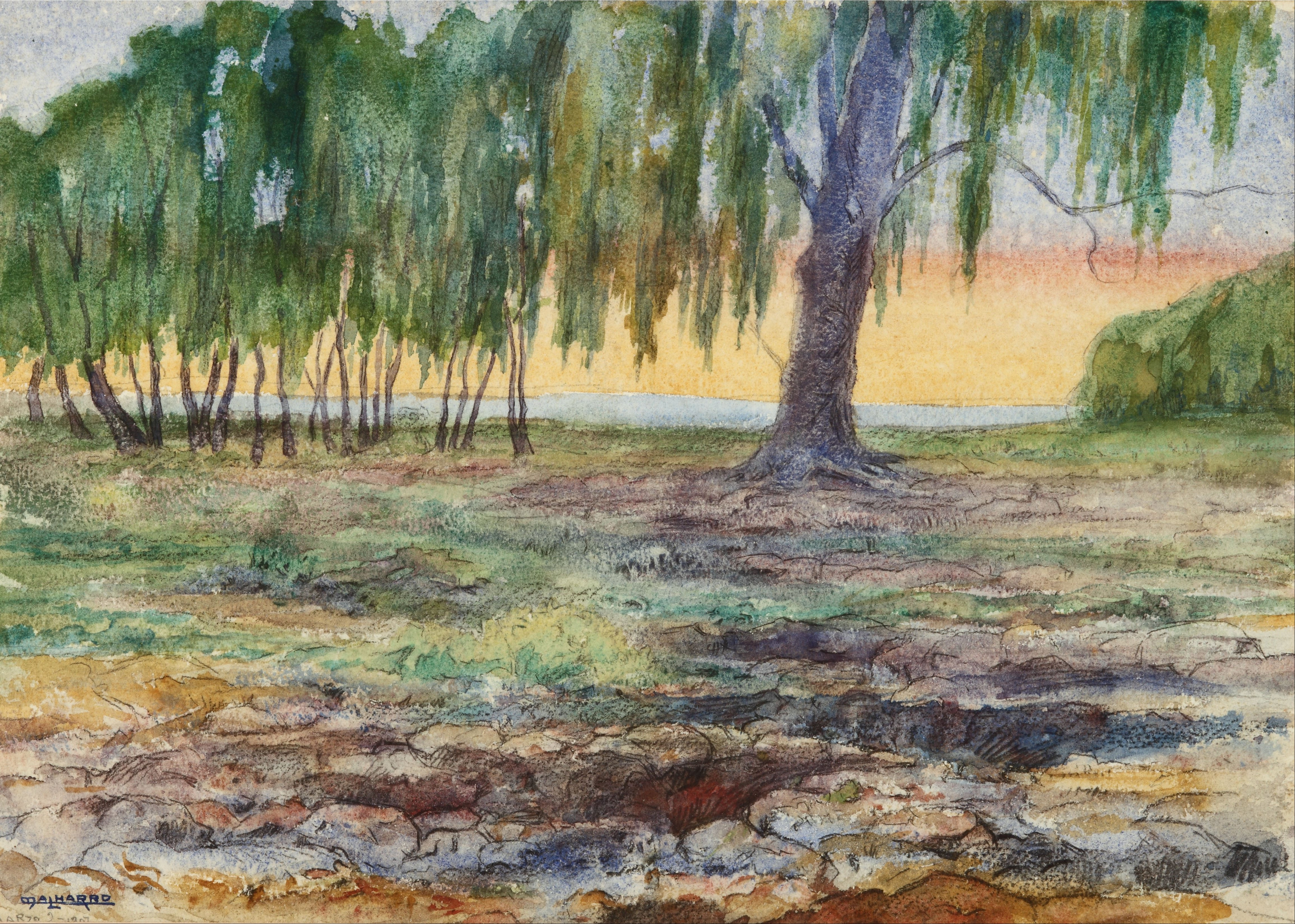
Paisaje, 1907, Musée national des Beaux-Arts de Buenos Aires
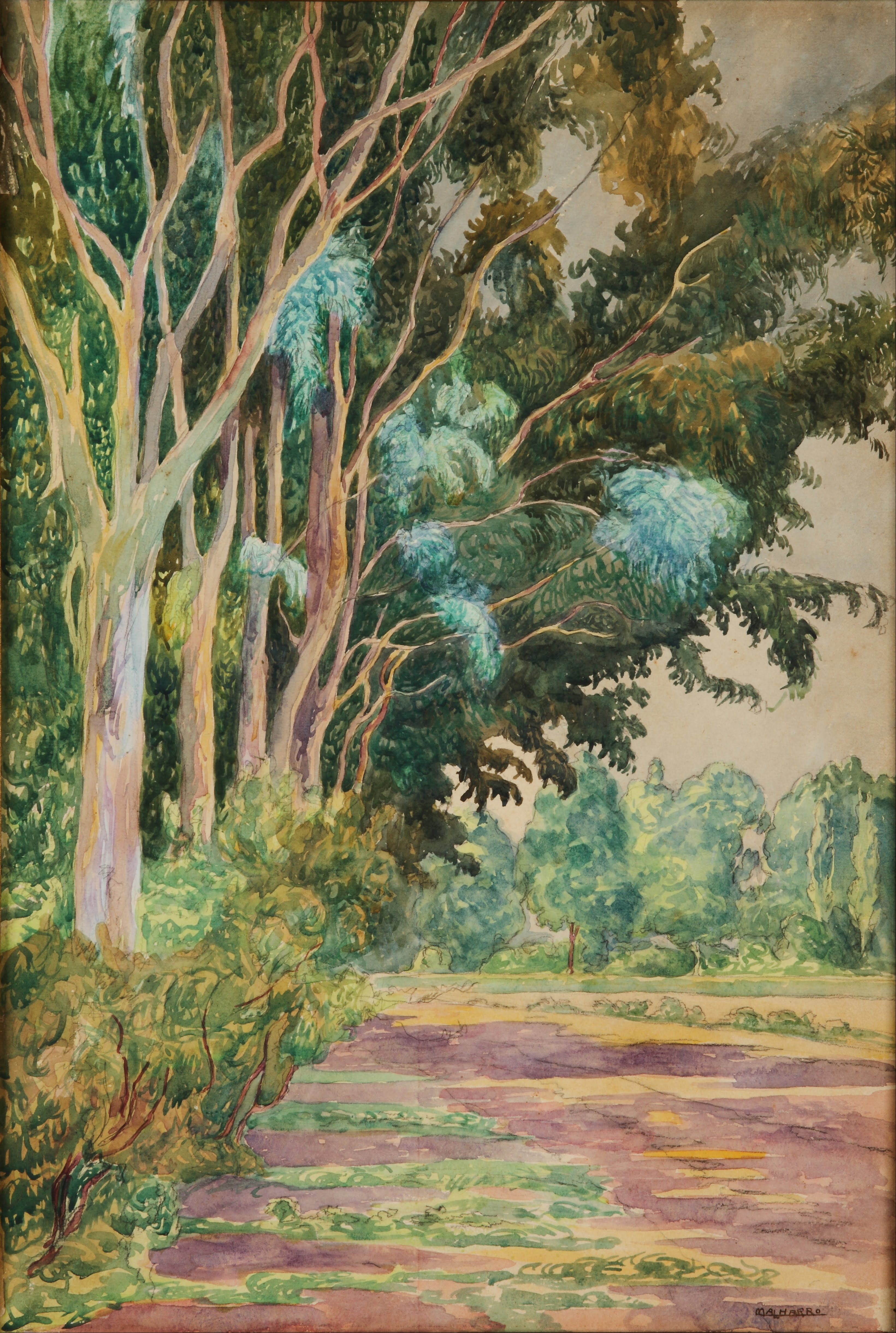
Paisaje, 1907, Musée national des Beaux-Arts de Buenos Aires
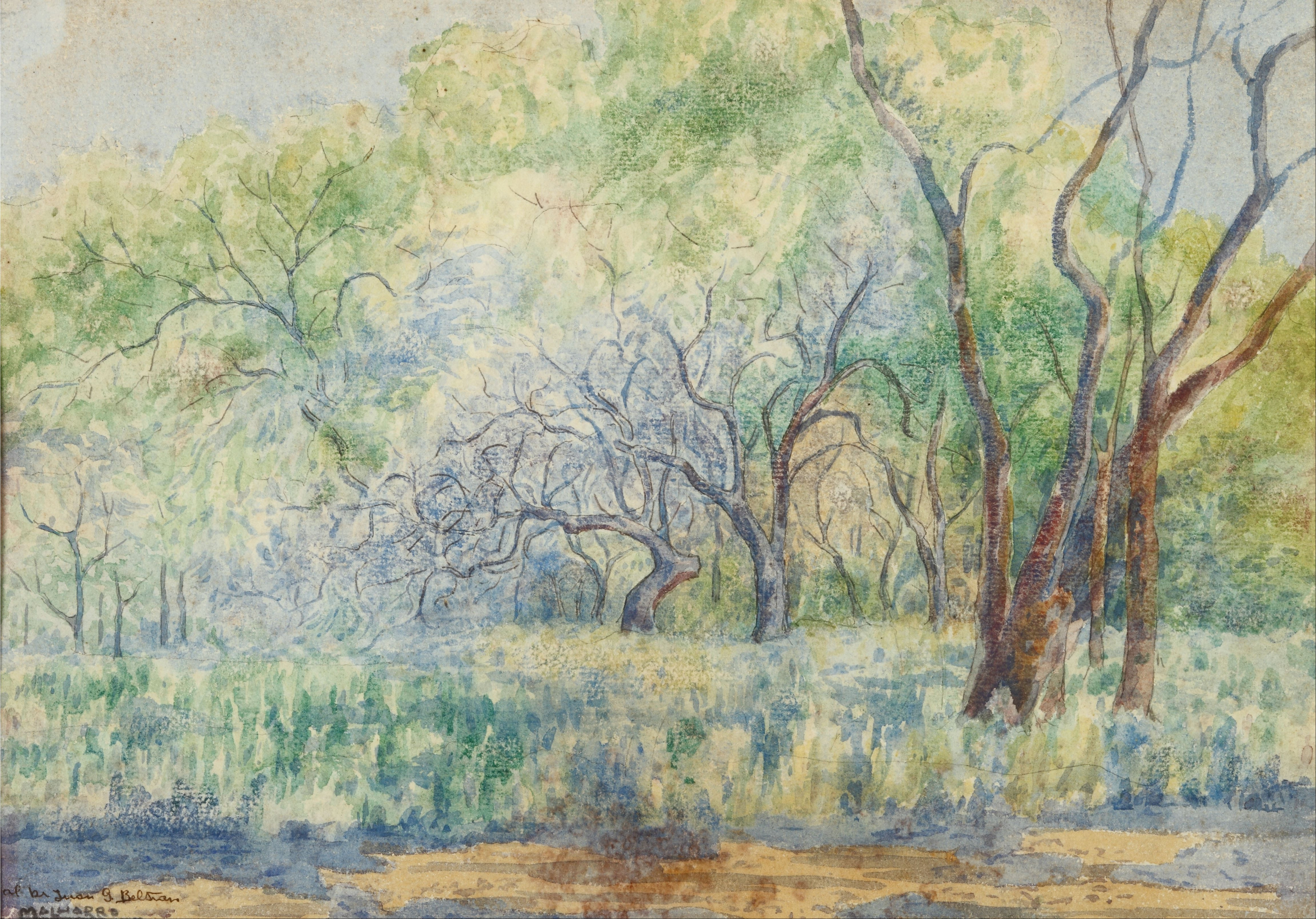
Paisaje, 1907, Musée national des Beaux-Arts de Buenos Aires
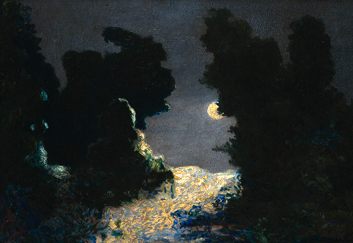
Nocturno, 1909, Juan B. Castagnino Fine Arts Museum (en)
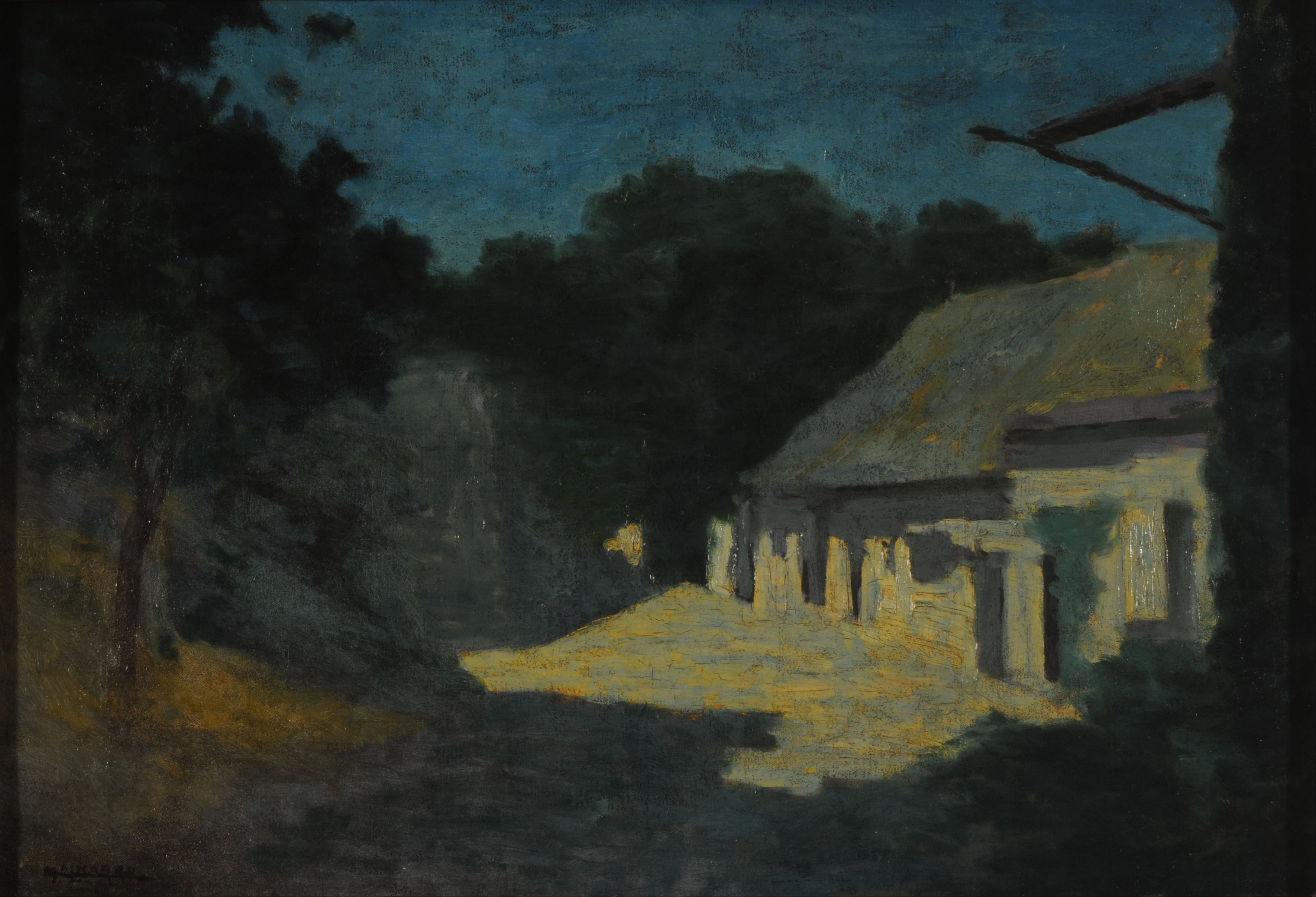
Nocturno, 1910, Musée national des Beaux-Arts de Buenos Aires
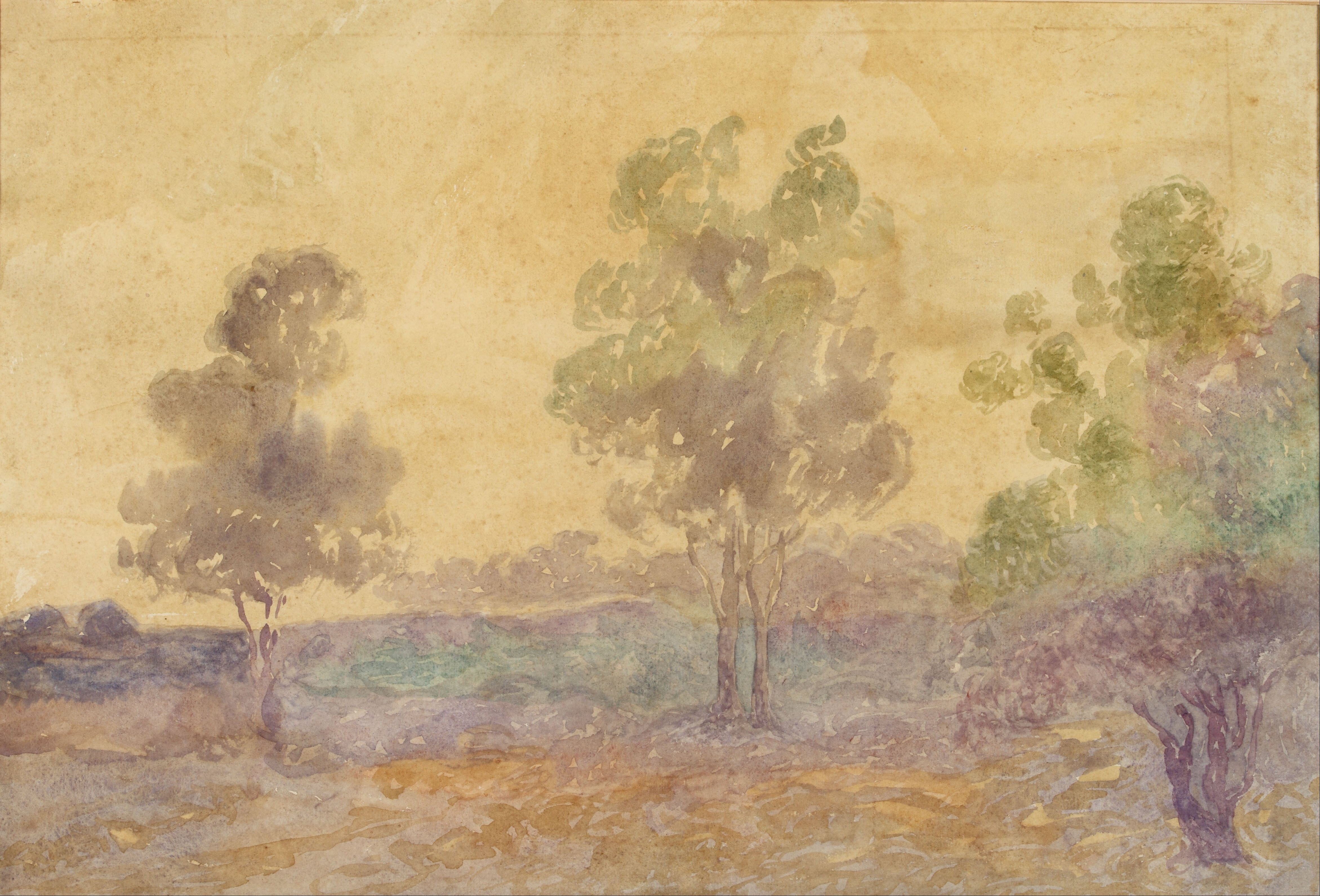
Atardecer, 1911, Musée national des Beaux-Arts de Buenos Aires
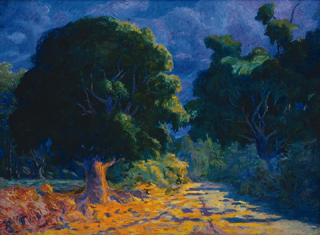
En Plena Naturaleza, 1911, Juan B. Castagnino Fine Arts Museum (en)
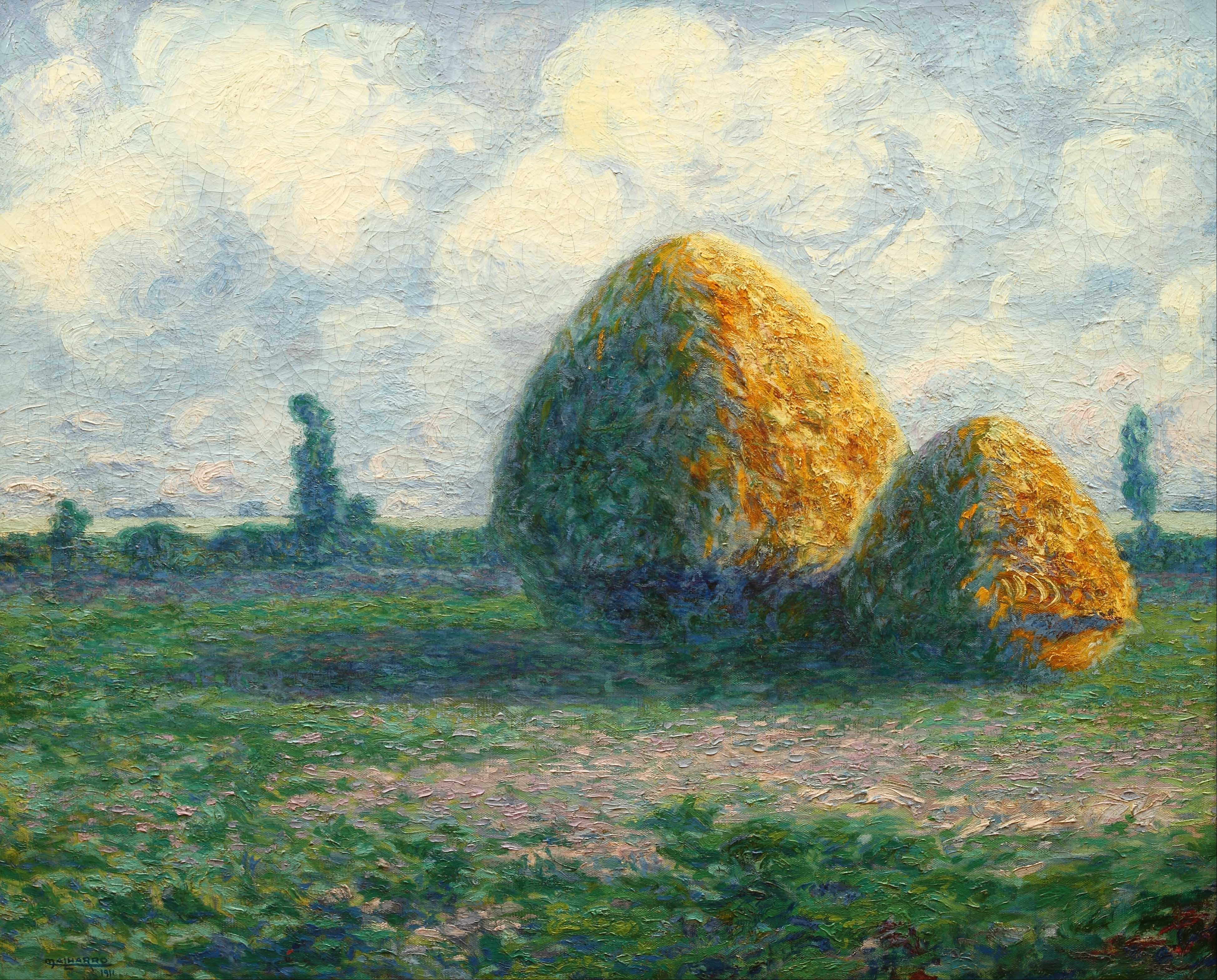
Las parvas (la pampa de hoy), 1911, Musée national des Beaux-Arts de Buenos Aires
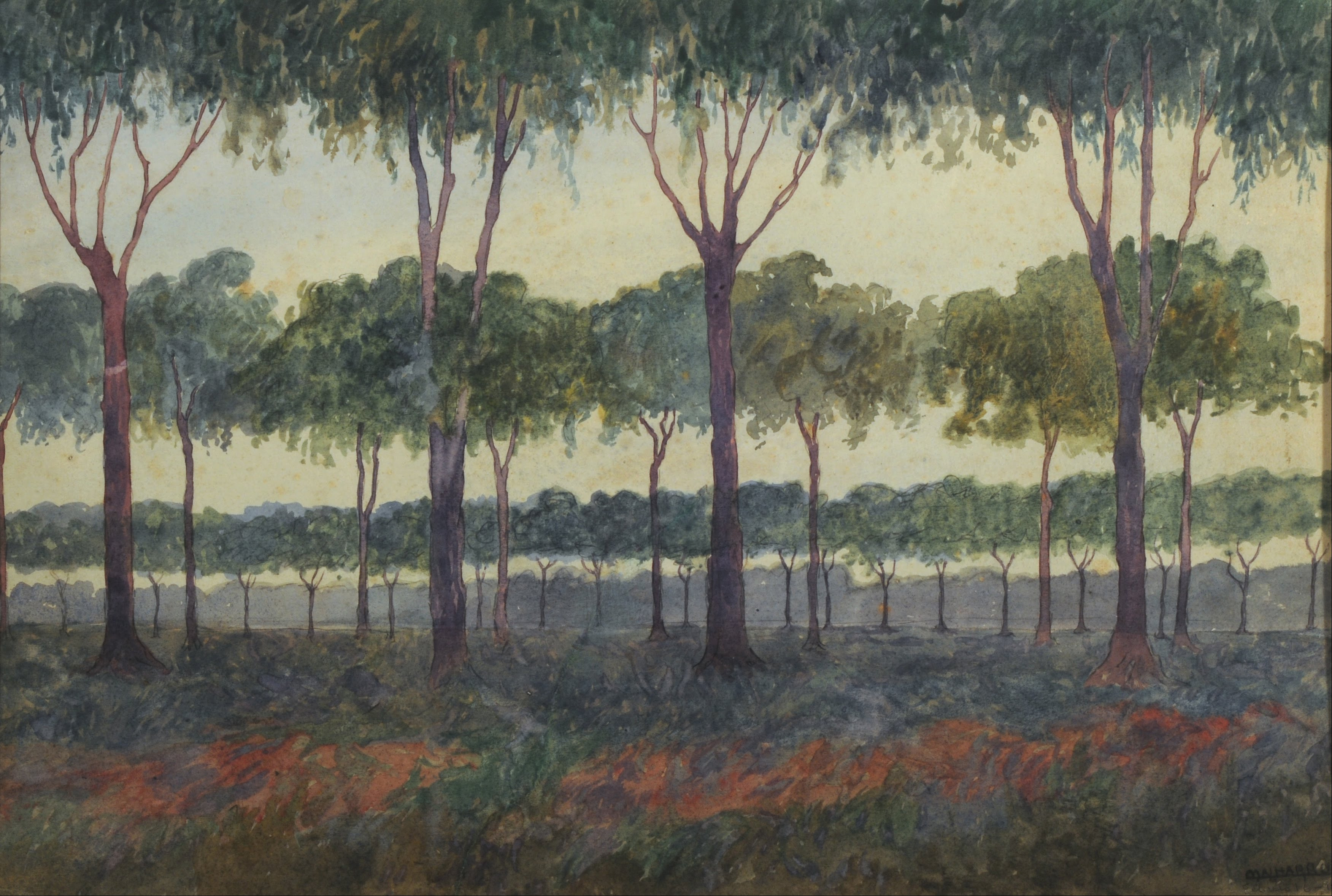
La Arboleda, sans date, Musée national des Beaux-Arts de Buenos Aires
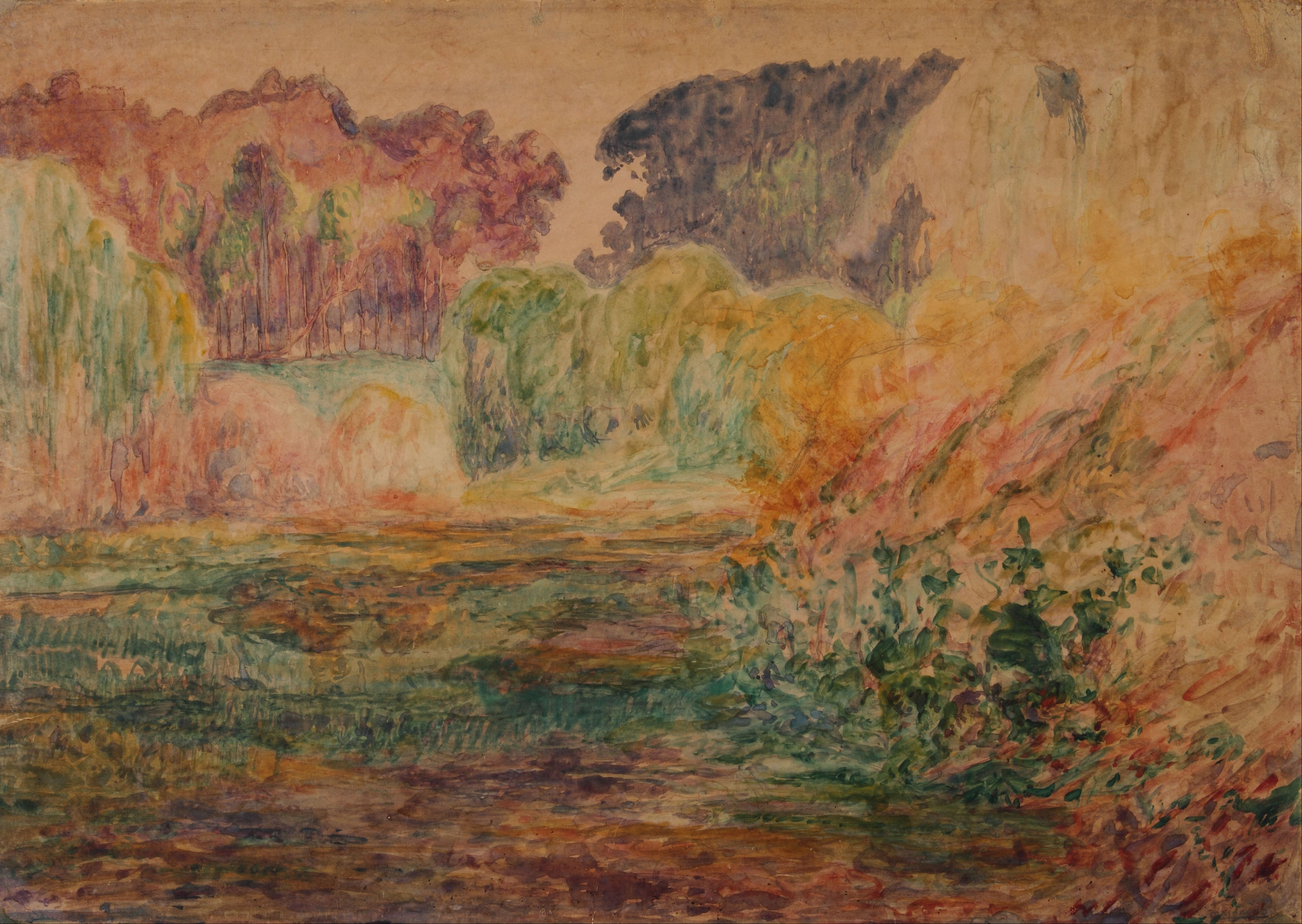
Paisaje, sans date, Musée national des Beaux-Arts de Buenos Aires
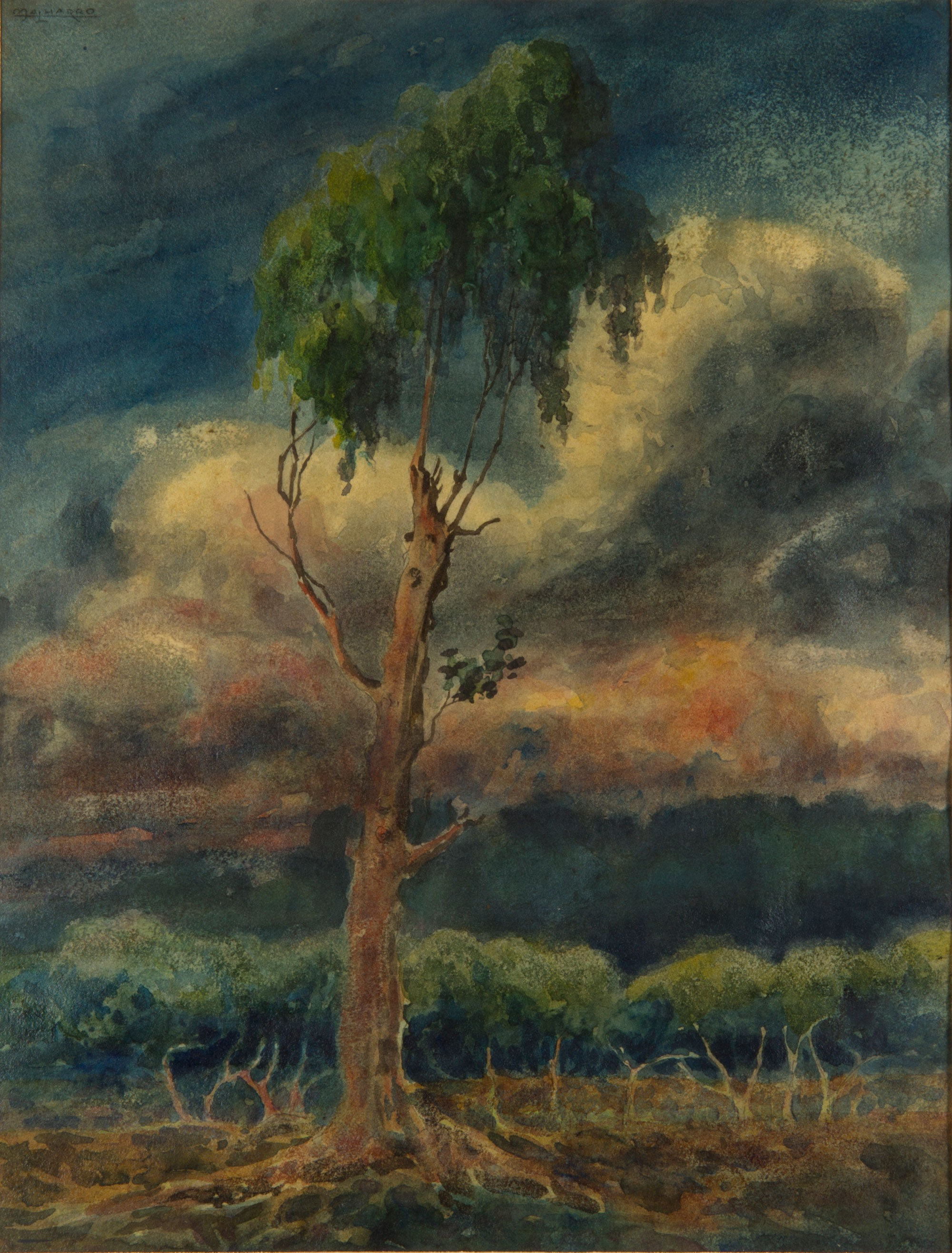
Un rincón de Belgrano, sans date, Musée national des Beaux-Arts de Buenos Aires